# 滑冰

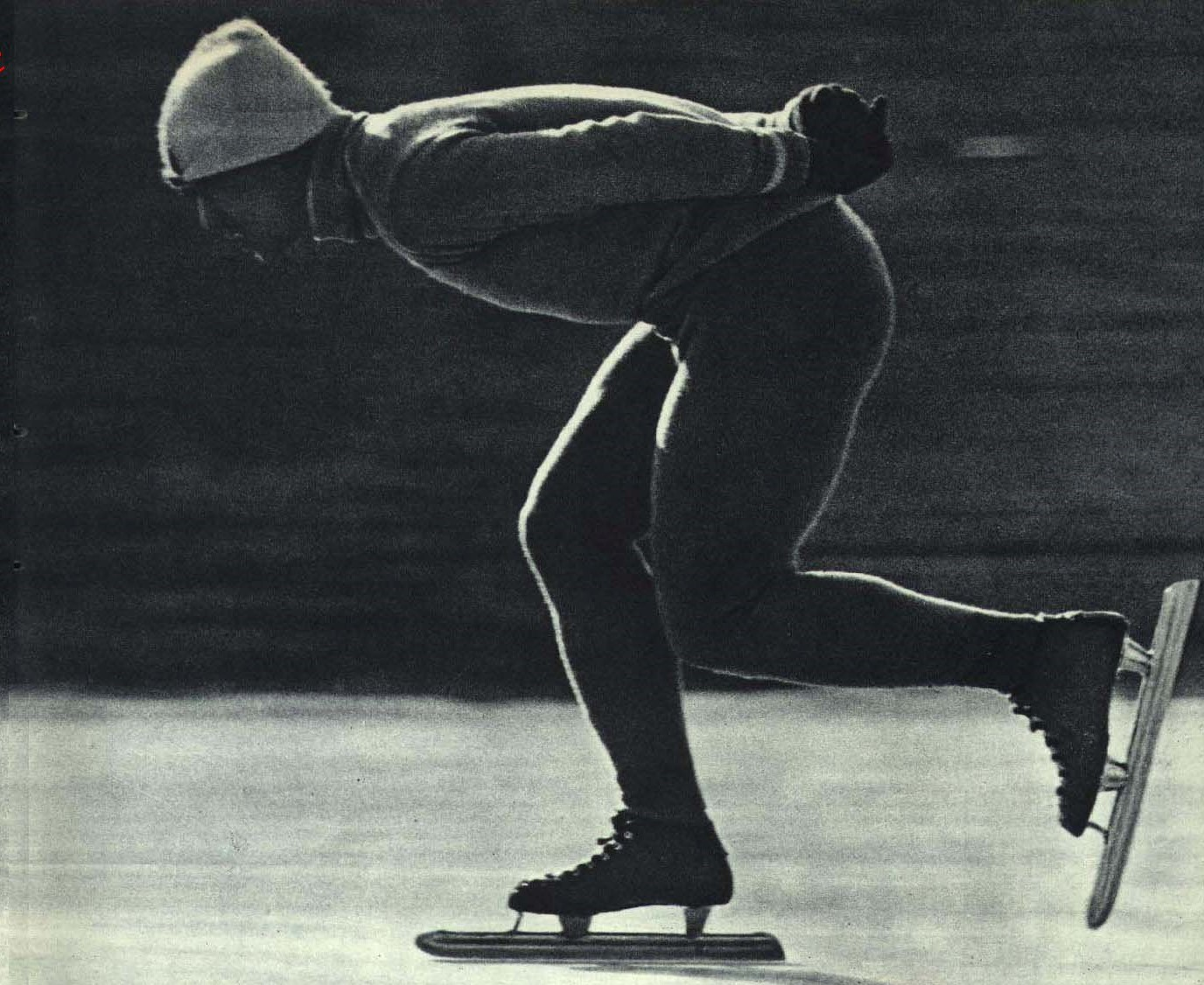
1963年一个人在滑冰

滑冰，在台灣、中國大陸、澳門又稱滑冰，是利用滑冰鞋在冰上进行行走或竞速等项目的运动。在冬季奥林匹克运动会中，溜冰为一个单独大项，下设竞速类的競速滑冰、短道速滑和表演类的花样滑冰3个分项，在奧運比賽專用的滑冰場上進行。此外，使用特制的轮滑鞋在光滑的地面上前进的运动称为“溜旱冰”即滚轴溜冰，又称轮滑。根據最新研究發現，舊石器時代的人已經開始使用骨頭溜冰。